# Zielony promień

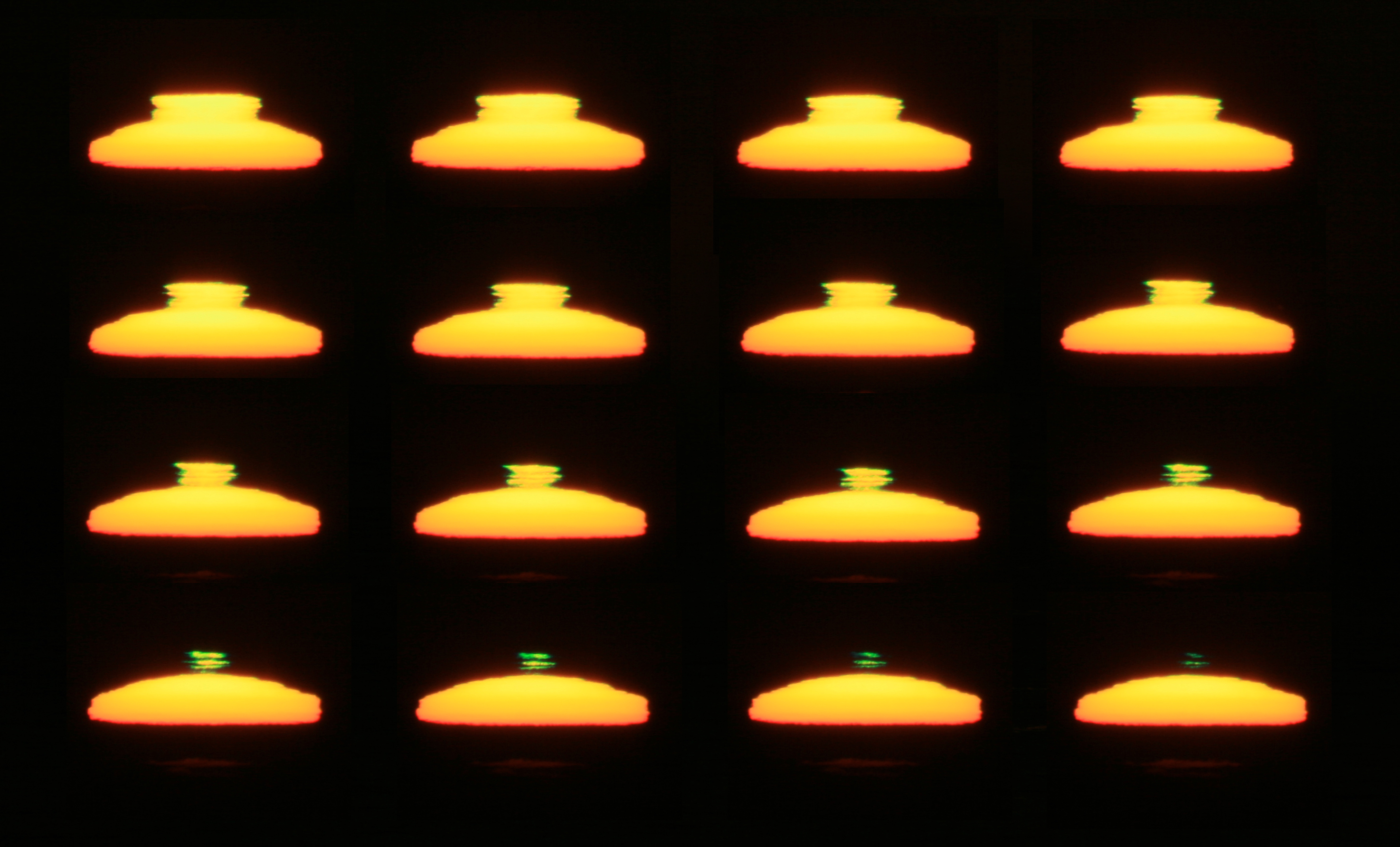
Kolejne fazy zachodu Słońca ze zjawiskiem zielonego promienia

Zielony promień lub zielony błysk – rzadkie zjawisko występujące w atmosferze podczas zachodu oraz wschodu Słońca. Tuż powyżej zachodzącego lub wschodzącego Słońca lub tuż po jego schowaniu się za horyzontem widoczny jest, zwykle nie dłużej niż przez kilka sekund, niewielki zazwyczaj zielony obszar na nieboskłonie. Czasami kolor zjawiska bywa inny od żółtego aż do fioletowego. Zielony promień może być obserwowany z każdej wysokości (nawet z samolotu) i na każdej szerokości geograficznej.
Zjawisko to jest wynikiem refrakcji atmosferycznej, czyli załamania i rozszczepienia światła słonecznego przechodzącego przez warstwy atmosfery. Gdy warunki są sprzyjające – czyste powietrze, brak przesłonięć na horyzoncie – zielony składnik światła może zostać na krótko uwidoczniony, zanim całkowicie zniknie za horyzontem.

## Wyjaśnienie zjawiska

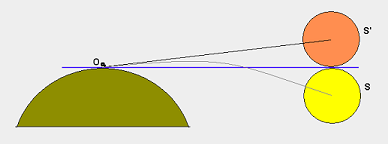
Schemat przejścia promienia słonecznego przez atmosferę. Żółte - rzeczywiste położenie Słońca, pomarańczowe - widoczne z powierzchni Ziemi

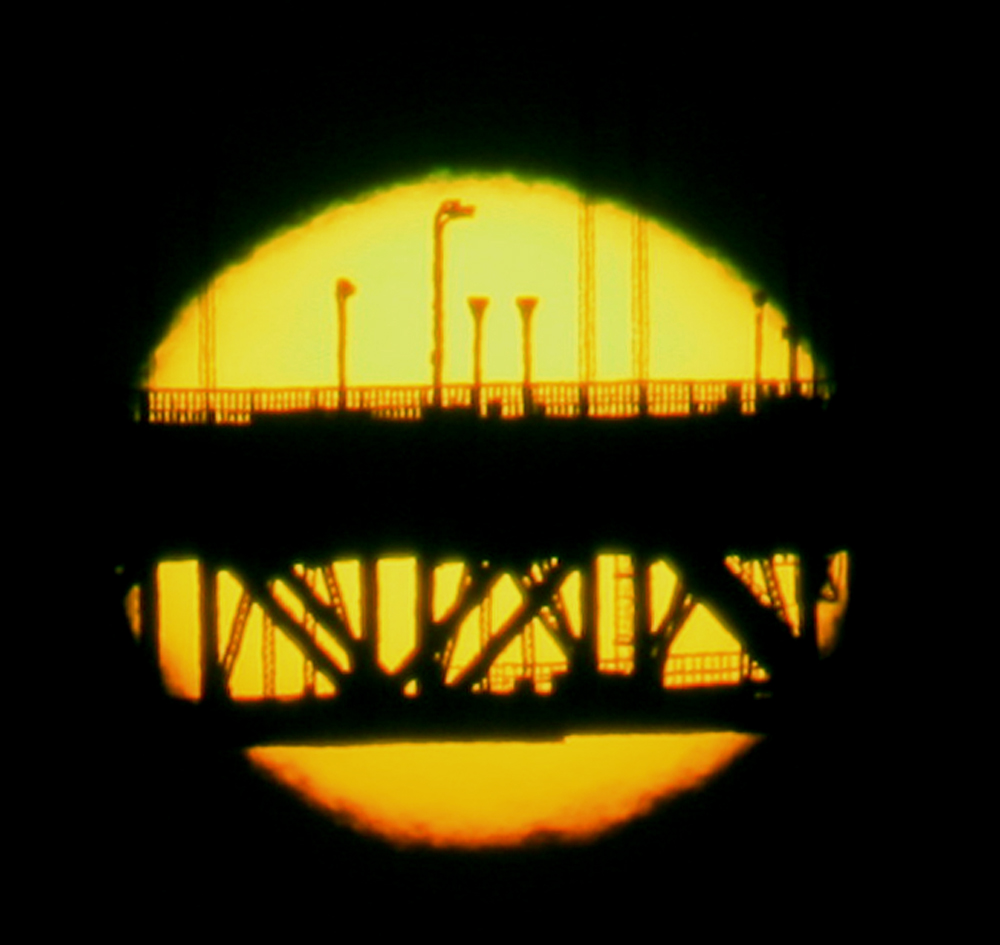
Zielona obręcz

Głównym zjawiskiem wywołującym zielony błysk jest załamanie światła w atmosferze: światło porusza się wolniej w znajdującym się niżej powietrzu o większej gęstości niż w powietrzu o mniejszej gęstości. W wyniku czego, gdy światło wpada do atmosfery ukośnie ulega załamaniu, promień świetlny jest nieznacznie zakrzywiony, w tym samym kierunku, co krzywizna Ziemi, zakrzywienie jest niewielkie i największe przy wschodzie i zachodzie Słońca. Światło o wyższych częstotliwościach (fioletowy, niebieski, zielony) jest zakrzywiane znaczniej niż o niższych (czerwony, pomarańczowy, żółty), dlatego gdy ciało niebieskie jest nisko nad horyzontem, podobnie jak w pryzmacie, następuje rozszczepienie światła, w wyniku czego na górnej krawędzi obserwowanego ciała przeważa światło o większych częstotliwościach a na dolnej o mniejszych. Rozdzielenie kolorów jest niewielkie, w normalnych warunkach trudne do zaobserwowania. W wyniku występowania także innych zjawisk górna obwódka obserwowanego ciała ma zazwyczaj kolor zielony, dlatego zjawisko to jest nazywane zjawiskiem zielonej obręczy (na zdjęciu).
Ważnym czynnikiem wpływającym na powstanie i przebieg zjawiska ma załamywanie się światła na warstwach powietrza o różnej gęstości wywołanej nierównomiernym rozkładem temperatury w atmosferze. Zachodzą tu zjawiska identyczne z wywołującymi miraże. Nierównomierny rozkład temperatury w atmosferze zmienia drogę promieni świetlnych, deformując obraz obserwowanego obiektu, przyczyniając się także do rozszczepienia światła (patrz pierwsze zdjęcie). W zależności od rozkładu temperatury w powietrzu jak i położenia obserwatora względem warstw powietrza o różnej temperaturze obserwuje się nieco inny przebieg zjawiska. 
Gdyby zjawisko zachodziło tylko tak jak opisano wyżej powstająca plamka miałaby kolor niebieski. W atmosferze zachodzi jeszcze rozpraszanie światła. Cząsteczki powietrza rozpraszają najsilniej najkrótsze długości fali (dlatego niebo jest niebieskie). W pobliżu horyzontu, droga promienia w powietrzu jest bardzo długa, co sprawia, że najkrótsze fale są niemal całkowicie usunięte z promienia, dlatego najczęściej obserwowanym kolorem efektu jest zielony lub do niego zbliżony.

## Obserwacje
Nim udało się sfotografować zielony promień, czasem uważano, że jest to raczej fenomen fizjologiczny lub złudzenie optyczne.
W obszarze polarnym zjawisko to można podobno obserwować nawet przez pół godziny, co opisał Zbigniew Sorbjan w jednej ze swoich książek o meteorologii.
Krótkotrwały zielony promień można zaobserwować również z plaży polskiego Bałtyku podczas bezchmurnej i bezwietrznej pogody.

## W kulturze
- Zielony promień – powieść Juliusza Verne’a, w której to zjawisko atmosferyczne ma istotne znaczenie dla fabuły
- Le Rayon vert (film, 1986) – film fabularny (reż. Éric Rohmer)
- Piraci z Karaibów: Na krańcu świata - film przygodowy (reż. Gore Verbinski)